# Гюльнар
Гюльнар (тур. Gülnar) — місто і район в провінції Мерсін (Туреччина).

## Історія
Ці місця були населені з античних часів. Ними володіли перси, греки, римляни, візантійці, вірмени, турки-сельджуки, а згодом увійшли до складу Османської імперії.